# Schloss Auhof (Blindenmarkt)

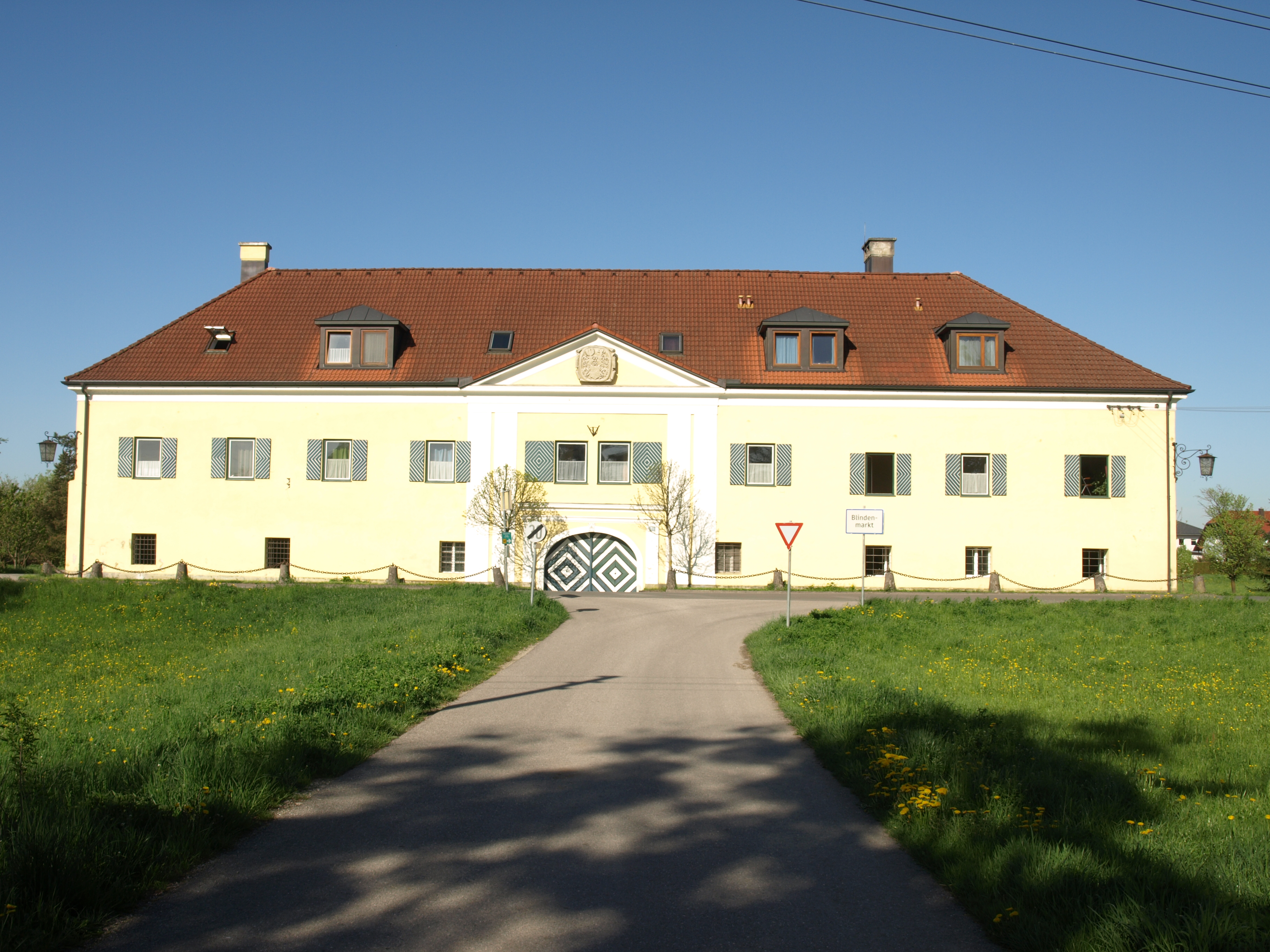
Schloss Auhof in Blindenmarkt

Das Schloss Auhof steht im Süden der Marktgemeinde Blindenmarkt im Bezirk Melk in Niederösterreich. Das Schloss als Ordenshaus des Ordens Diener Jesu und Mariens steht unter Denkmalschutz.

## Geschichte
Ursprünglich war das Gebäude ein Meierhof (Hof zu Au auf dem Ybbsfeld genannt) eines Jagdschlosses, welches urkundlich 1396 im Lehensbuch Herzog Albrechts IV genannt wurde und im 18. Jahrhundert abkam. Mit dem 16. Jahrhundert schlossartig ausgebaut war der Meierhof mit der Herrschaft Karlsbach verbunden. Urkundlich ging das Gebäude 1564 an Stephan Reitner und war von 1684 bis 1933 im Besitz der Fürsten Starhemberg. Bis 1848 diente das Schloss den Starhembergern als Verwaltungs-, Herrschafts- und Landgerichtssitz. Danach blieb es Sitz der Güterverwaltung und des Oberforstamtes für die fürstlich-starhembergischen Güter. Im Land-Schematismus des Jahres 1822 wurde das Schloss als Ortslage erwähnt.
Ab 1933 erfolgte der Verkauf durch Ernst Rüdiger Starhemberg an den Privatmann Siegfried Hofer, der es ab 1938 an eine deutsche Ansiedelungsgesellschaft verlor. 1951 zurückerlangt verkaufte Hofer das Schloss 1960 an die Firma Kneissel. Nur drei Jahre später an die Firma Haslmayr-Grassegg weiterverkauft, richtete diese eine Sportbekleidungsfabrik ein und vergrößerte das Schloss in den Folgejahren durch Anbauten. 1993 musste der Betrieb eingestellt werden und wurde ein Jahr später wiederum an einen Privatmann veräußert, der das gesamte Anwesen der Kongregation als Schenkung vermachte.
Seit 1994 gehört das Schloss dem Orden Diener Jesu und Mariens (SJM – Servi Jesu et Mariae). 1996 zogen die ersten Mitglieder in das nunmehrige Kloster Auhof ein. In den Folgejahren wurden umfangreiche Umbau- und Renovierungsarbeiten vorgenommen. 2018 verließ das Noviziat des Ordens den Auhof und übersiedelte nach Haus Assen in Deutschland.

## Architektur
Das Schloss entstand im 16. und 17. Jahrhundert und ist im Kern erhalten. Umbauten und Zubauten erfolgten im späten 18. Jahrhunderten und in den 1960er Jahren. Der zweigeschoßige, nach Westen offene Dreiflügelbau hat ein Walmdach. Die lange Nord-Süd liegende Zentralflügel im Osten scheint der älteste Teil des Schlosses zu sein, über dessen mit Rauten bemalter doppelflügliger Toreinfahrt sich ein großes zusammengesetztes Wappen aus hellem Sandstein unter einem breiten Dreiecksgiebel befindet. Der nördliche kurze Querriegel wurde durch einen achtachsigen Anbau verlängert.